# بني نكيع (أرحب)

تعديل مصدري - تعديل

بني نكيع هي إحدى قرى عزلة بني مرة بمديرية أرحب التابعة لمحافظة صنعاء، بلغ تعداد سكانها 230 نسمة حسب تعداد اليمن لعام 2004.